# Hoyos (Espagne)
Pour les articles homonymes, voir Hoyos.
Hoyos est une commune de la province de Cáceres dans la communauté autonome d'Estrémadure en Espagne.

## Administration

### Liste des maires de la commune
Le maire en fonction est Xavier Hoyos Mora-Cuevas

### Jumelage
- Sainte-Verge (France)